# Янковська Єлизавета Пилипівна
Єлизавета Пилипівна Янковська (нар. 1 травня 1994, Москва, Росія) — російська актриса театру і кіно .

## Життєпис

### Походження та навчання
Народилася 1 травня 1995 року у Москві. Батько — актор, режисер та продюсер Пилип Янковський . Мати — актриса Оксана Фандера . Брат — актор Іван Янковський . Дід — актор та режисер Олег Янковський . Бабуся — актриса Людмила Зоріна . Дід — актор Олег Фандера.
Після школи вступила до Московської міжнародної кіношколи, яку закінчила, незважаючи на два відрахування. Потім два роки навчалася у Школі-студії МХАТ на курсі Віктора Рижакова. Перевелася до ГІТІСу на акторсько-режисерський курс Олега Кудряшова, закінчила навчання у 2017 році .

### Кар'єра
У 2018 році дебютувала у фільмі «Історія одного призначення» Авдотьї Смирнової в ролі невістки Льва Толстого .
Перша театральна роль — Юлька у виставі «Людина з риби» Юрія Бутусова за п'єсою Асі Волошиної на сцені МХТ (2018) .

### Особисте життя
Довгий час зустрічалася з актором Олександром Палем.

## Фільмографія
- 2018 — Історія одного призначення — Тетяна Андріївна Берс, сестра Софії Толстой
- 2019 — Ріо — Поліна
- 2020 — Оптимісти. Карибський сезон — Євгенія Нікітіна
- 2021 — Спільники — Настя
- 2021 — Зникла — Олена Гарбер
- 2022 — Ніка — Ніка Турбіна
- 2022 — Фрау — Христина
- 2023 — Балет — Кіра Проніна
- 2023 — СЛОН — Ліна

## Нагороди
- 2022 — кінофестиваль South by Southwest (SXSW) — спеціальний приз журі за видатну акторську роботу («Ніка»)[6][7]